# Chàng Đài Bắc
Rana taipehensis là một loài ếch trong họ Ranidae.
Nó được tìm thấy ở Bangladesh, Campuchia, Trung Quốc, Hồng Kông, Lào, Myanma, Đài Loan, Thái Lan, Việt Nam, có thể cả Macau, và có thể cả Malaysia.
Các môi trường sống tự nhiên của chúng là các khu rừng ẩm ướt đất thấp nhiệt đới hoặc cận nhiệt đới, xavan ẩm, vùng đất ẩm có cây bụi nhiệt đới hoặc cận nhiệt đới, đồng cỏ nhiệt đới hoặc cận nhiệt đới vùng ngập nước hoặc lụt theo mùa, sông, sông có nước theo mùa, đầm nước, hồ nước ngọt, hồ nước ngọt có nước theo mùa, đầm nước ngọt, đầm nước ngọt có nước theo mùa, khu vực trữ nước, ao, đất có tưới tiêu, và đất nông nghiệp có lụt theo mùa. Loài này đang bị đe dọa do mất môi trường sống.

## Hình ảnh

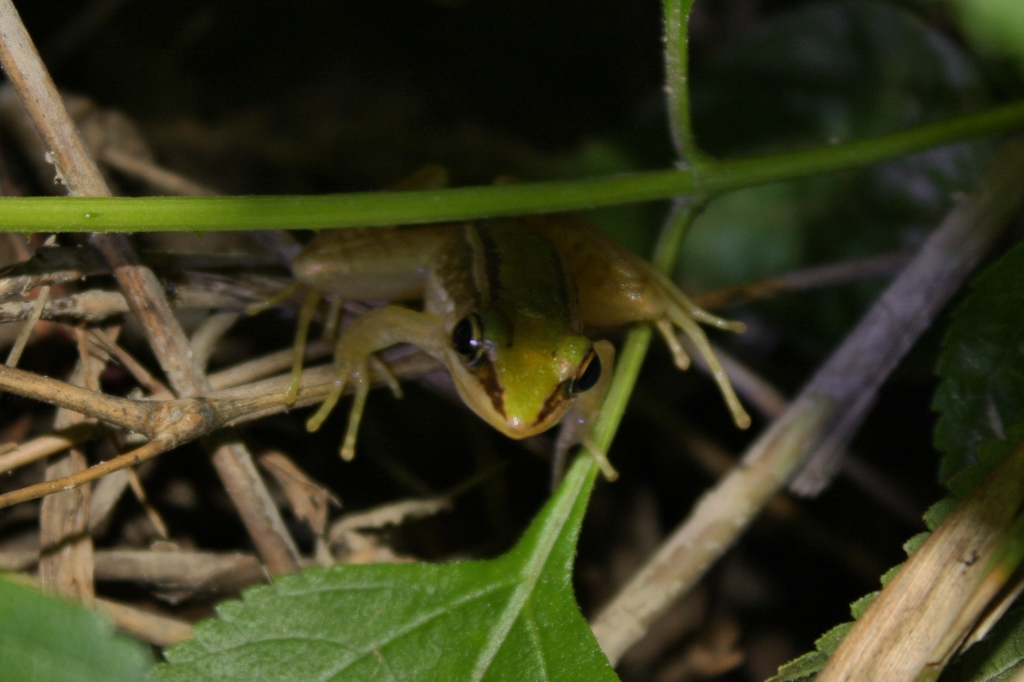
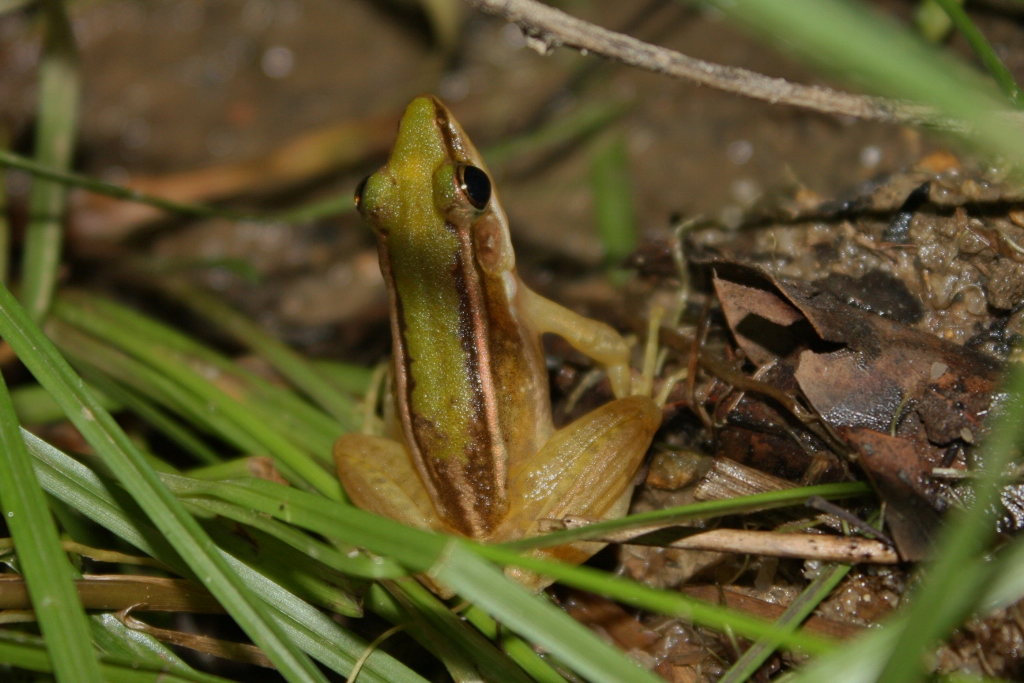
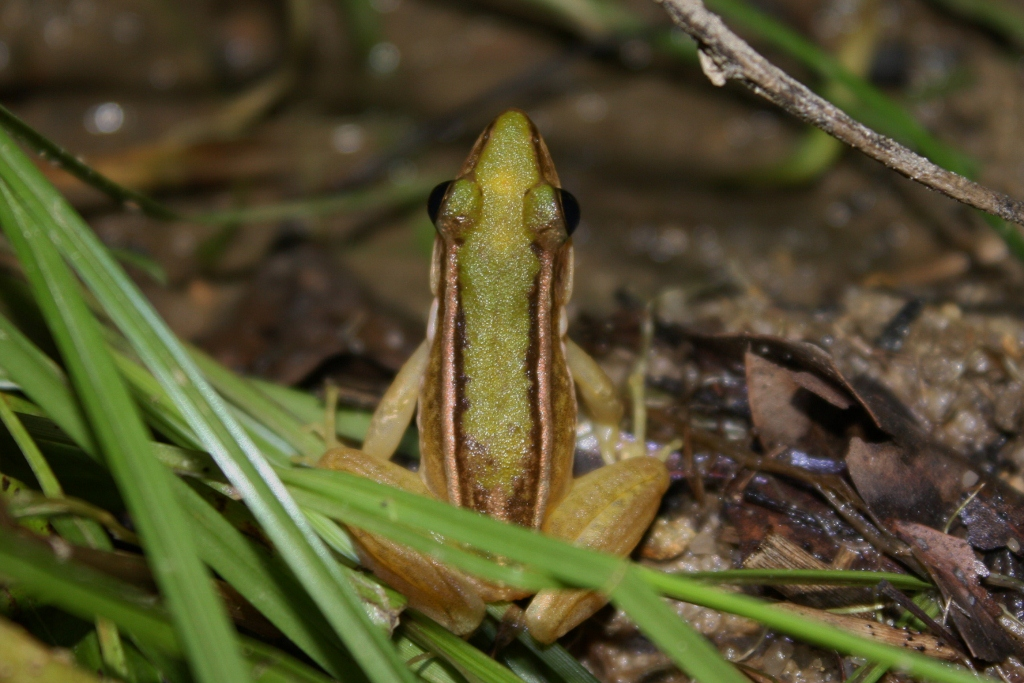
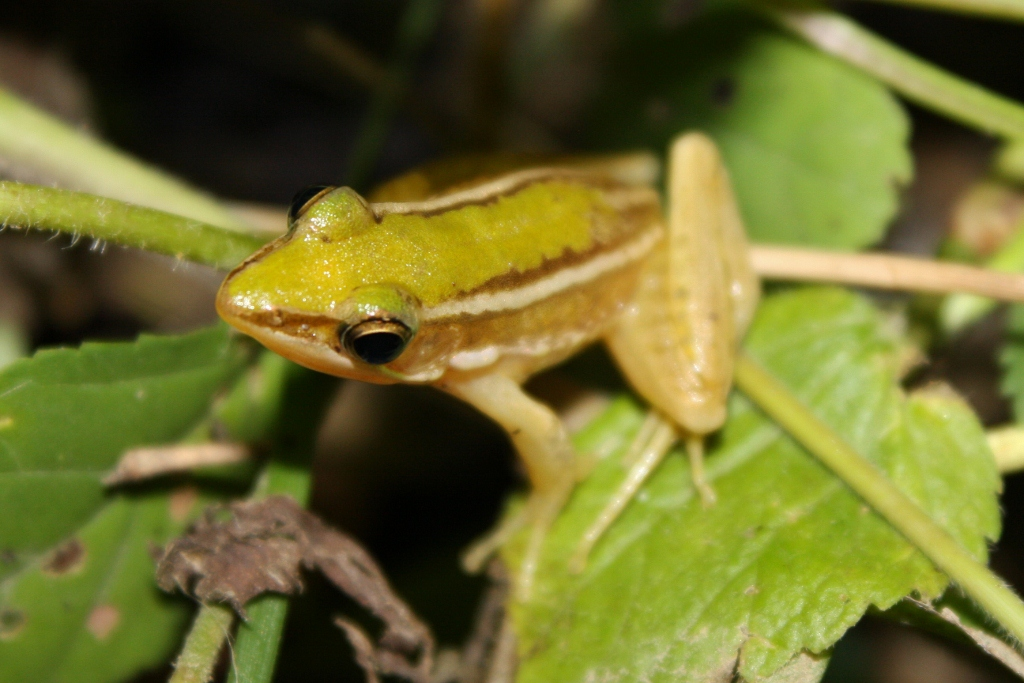